# 四通达乡
四通达乡，是中华人民共和国四川省甘孜藏族自治州甘孜县下辖的一个乡镇级行政单位。

## 行政区划
四通达乡下辖以下地区：
四通达村、塔拖村、泥赤村、支拉村、扎恩村、日都村、卡苏村、棒多村、瓦拉达村和则衣村。